# من کاپیتان
من کاپیتان (ایتالیایی: Io capitano) یک فیلم درام محصول سال ۲۰۲۳ به کارگردانی ماتئو گارونه، بر اساس فیلمنامه‌ای نوشته گارونه با ماسیمو گائودیوسو، ماسیمو چکرینی و آندره آ تاگلیافری است.
این فیلم برای شیر طلایی در هشتادمین جشنواره بین‌المللی فیلم ونیز رقابت کرد، جایی که شیر نقره‌ای را برای کارگردانی ماتئو گارونه و جایزه مارچلو ماسترویانی را برای بازی سیدو صیر دریافت کرد. این فیلم در تاریخ ۷ سپتامبر ۲۰۲۳ در ایتالیا اکران شد. این فیلم به‌عنوان ورودی ایتالیا برای بهترین فیلم بلند بین‌المللی در نود و ششمین دوره جوایز اسکار انتخاب شد.

## داستان
فیلم داستان سفر دو مرد جوان اهل سنگال را روایت می‌کند که به دنبال رؤیایی به نام اروپا راه خود را در سراسر آفریقا طی می‌کنند.